# Планиметар
Планиметар је помоћна алатка за рачунање површина директно са плана или карте. Постоји више различитих врста планиметара, од веома једноставних па до веома сложених конструкција.
Као један веома прост планиметар сматра се кончани (нитни) планиметар. Он се састоји из низа паралелно затегнутих конаца, на једнаком међусобном размаку, причвршћених за један рам. Овај рам је облика правоугаоника, а размак између конаца (а) може се мењати и зависи од облика фигуре чију површину треба одредити. Да би се овим планиметром лакше радило, конци су обојени у више боја. Суштина рада с овим планиметром састоји се у томе да се фигура фиктивно издели мрежом тих конаца на низ трапеза са истом висином (а). Тражена површина биће једнака збиру површина појединих трапеза. Како је површина трапеза једнака производу половине збира паралелних страна и познате висине (а), на планиметру треба за сваки овај трапез одредити односни полузбир паралелних страна, односно очитати величину средње линије за сваки овако добијени трапез. Затим их треба сумирати и тако добијени збир средњих линија помножити познатом висином (а), и то истом за све трапезе. За упрошћење овог сумирања постоји специјалан шестар (стотинар), који није неопходан, пошто се сумирање може обавити и размерником.
Сложенији планиметар је тзв. мали поларни планиметар, који се највише употребљава у пракси. Поларни планиметар састоји се из следећих делова: поларног крака (К1) и обилазног крака (К2), који се међу собом, при срачунавању површина, спајају преко зглоба (З) и уређаја за регистровање графичког интегрисања (И). На њему се најчешће налази нонијус за тачније одређивање поделе.
На једном крају поларног крака налази се тег са поларном иглом за причвршћење за подлогу, а у исто време служи као пол планиметра (П). На другом крају овог крака, управно на њега, налази се испуст у виду стуба, којим се он спаја у зглобу З са крајем обилазног крака. На једном крају обилазног крака налази се обилазна игла (и), или, уместо ње, лупа са маркицом у средини. Ова игла или маркица у лупи служе за вођење краја обилазног крака по контури фигуре чију површину треба одредити. Уређај за регистровање механичког интегрисања (И) није ништа друго него уређај којим се региструје дужина пређеног пута обилазног крака, и зато је смештен на обилазном краку, супротно од обилазне игле. Овај уређај састоји се из добоша на бескрајном завртњу (спојеног са кругом) на коме се региструје број целих обртаја добоша и нонијуса.
Имамо планиметре (обичне) са константном и променљивом дужином обилазног крака. Планиметри са променљивом дужином обилазног крака морају имати нанету поделу на овом краку, да би се за различите размере цртежа могла заузети и одговарајућа дужина обилазног крака, који даје произвођач уз планиметар.